# Samson og Dalila
Samson og Dalila (fransk: Samson et Dalila) er en opera i tre akter af Saint-Saëns komponeret 1877 med libretto af Ferdinand Lemaire.
Operaen er baseret på fortællingen fra det Gamle Testamente  om den jødiske helt Samson og filisterkvinden Dalila. Dalila var Samsons kæreste og blev af filistrene, der havde en langvarig konflikt med jøderne, overtalt til at lokke hemmeligheden om Samsons styrke ud af ham. Samsons styrke sad i hans hår ifølge et løfte til Gud, og da filistrene fik det at vide, fik de en tjener til at klippe alt håret af ham. Det skaffede for en tid filistrene et overtag i konflikten.

## Baggrund
Saint-Saëns havde påbegyndt arbejdet på et oratorium om fortællingen i 1868, men librettisten Lemaire overtalte ham til arbejde hen imod en opera i stedet på grund af stoffets dramatiske potentiale. Samtidigt lovede Franz Liszt at sætte operaen op i Weimar, hvor han var musikalsk leder ved hoffet. I Saint-Saëns' hjemland, Frankrig, var der ikke interesse for en opera baseret på et bibelsk motiv, og operaen fik først premiere her i 1890 og det i provinsbyen Rouen. 

## Synopsis
I 1. akt præsenteres konflikten mellem hebræerne og filistrene, hvor befolkningen i Gaza er undertrykt, men med Samson i spidsen gør oprør. Filisteren Abimelech håner hebræernes Gud, og Samson dræber ham. Derpå flygter filistrene, men en af deres præster lover hævn, mens jøderne priser Samson. Dalila har tidligere været Samsons elskerinde og inviterer nu Samson hjem til en intim fest, hvor hun sammen med sine tjenestepiger synger lokkende for ham. Ilden vækkes igen i Samson.
I 2. akt beder Dalila sine guder om hjælp til at finde Samsons svaghed, og da Samson er blevet svag af sin genopvakte kærlighed til Dalila, lykkes det hende at lokke hemmeligheden ud af ham, nemlig at styrken sidder i hans lange hår. Dalila klipper håret af ham, og de tilkaldte filisterkrigere kan nu overmande Samson.
I 3. akt er Samson fanget hos filistrene og har fået øjnene stukket ud. Hans landsmænd sørger over hans skæbne og beder Gud om nåde. Imens fejrer filistrene deres sejr med en fest i deres tempel, og de fører den blinde Samson ind til akkompagnement af præstens og Dalilas hån. Dalila betror Samson, at hun aldrig har elsket ham. Samson ignorerer dem og beder sin Gud om at få sin styrke tilbage. Gud forbarmer sig over ham og giver ham styrken, så han kan vælte søjlerne i templet og derved knuse de festende filistre.

## Roller
- Samson: tenor
- Abimelech: bas
- Filistrenes ypperstepræst: baryton
- Dalila: alt/mezzosopran
- Filistre: to tenorer og en bas
- En gammel hebræer: bas

samt kor af henholdsvis filistre og hebræer.

## Musik
Operaen indeholder blandt andet "Bacchanalia" med melodi fra den kendte jødiske sang "Hava Nagilah".
To andre numre kan fremhæves: Dalilas to arier, "Mon cœur s'ouvre à ta voix" ("Mit hjerte åbner sig for din stemme") og "Printemps qui commence" ("Foråret, der kommer").

## Indspilninger
Blandt de kendteste indspilninger af operaen er der to med Plácido Domingo i rollen som Samson. En fra 1981 med San Francisco Operaens kor og orkester under ledelse af Julius Rudel og en fra 1998 med Metropolitan Operaens kor og orkester under ledelse af James Levine.
Dalilas rolle regnes for en af de store for mezzosopraner. Saint-Saëns skrev partiet med Pauline Viardot, en berømt fransk sangerinde fra det 19. århundrede, i tankerne, og hun var også en af de første, der sang partiet.